# Mitchell Duke
Mitchell Duke, avstralski nogometaš, * 18. januar 1991.
Za avstralsko reprezentanco je odigral 23 uradnih tekem in dosegel devet golov.